# Deerhoof
Deerhoof est un groupe de rock indépendant américain, originaire de San Francisco, en Californie. Son esprit do it yourself, son univers sonore étrange et les panachages stylistiques qu’il propose — une combinaison de mélodies doucereuses et de noise rock — l’ont rendu célèbre au-delà de la scène underground dont il est issu.

## Biographie

### Création et débuts (1994–1995)
La légende, telle que le batteur Greg Saunier en fait état dans une interview, veut que Rob Fisk ait initié Deerhoof comme un projet solo de basse avec pédale delay et d’harmonica en 1993. Fisk et Saunier - étudiant en composition à l’Oberlin Conservatory of Music - auraient fait ensemble la tournée des magasins de guitare de San Francisco dans le but de s’approprier toutes les cassettes promotionnelles du dernier album de Billy Squier de l’époque, suite de quoi Fisk aurait demandé à Saunier de devenir son batteur. Fisk et Saunier étaient auparavant déjà membre du groupe Nitre Pit. Après la rupture soudaine de Nitre Pit, ils décident de maintenir les dates de tournées du groupe pour donner ces concerts sous la forme de leur nouveau duo.
En 1995, ils sont repérés par Slim Moon, fondateur du label Kill Rock Stars, au festival Yo Yo A Go Go d’Olympia (Washington). Il les signe sur-le-champ. Deerhoof a ensuite publié tous ses albums jusqu'à Offend Maggie sur le label Kill Rock Stars. Slim Moon les décrit comme le groupe emblématique du label. Le premier opus du groupe est Return of the Wood M'Lady. Il s’agit d’un quatre pistes enregistré avec un budget quasi nul, Rob Fisk dessinant la pochette. Le son est résolument noise rock, et les dernières pistes sont une superposition de bruits enregistrés séparément sur les deux canaux stéréo.

### DeThe Man, the King, the GirlàHalfbird(1996–2001)
En 1996, Deerhoof part à la recherche d’un vocaliste. Grux du groupe californien Caroliner leur fait faire la connaissance de Satomi Matsuzaki en mai de cette année. La japonaise n’a aucune formation musicale ; elle arrive à peine à San Francisco de Tokyo afin d’étudier le cinéma. Fisk et Saunier estiment que sa voix équanime apportent à leur son une touche étrange et humoristique. Le trio sort Dirt Pirate Creed en 1996. La pochette est dessinée par Satomi Matsuzaki et Rob Fisk. L’accueil du public est cependant médiocre, et Fisk décide de quitter le groupe.
Saunier et Matsuzaki entreprennent de maintenir le projet en duo et travaillent sur l’enregistrement de The Man, the King, the Girl. Ils forgent un son nouveau, combinant des guitares noise-rock et des mélodies emmiellées et enfantines chantées par Matsuzaki, qui deviendra la signature Deerhoof. Leur palette sonore s’élargit : on peut entendre des synthétiseurs Korg et Optigan, des claviers Casio VL-1 et du banjo électrique. Fisk, après avoir entendu ces nouveaux enregistrements, décide de réintégrer le groupe en tant que guitariste, Matsuzaki prenant la basse en autodidacte. The Man, the King, the Girl, leur premier album CD, paraît en 1997. Rob Fisk signe la pochette. Deerhoof part en tournée en tant que première partie des groupes Lightning Bolt et Sonic Youth. Kelly Goode est recrutée pour jouer du synthétiseur dans le groupe. Le groupe sort deux albums en 1999 : Holdypaws (Kill Rock Stars, 1999), au son bien plus léger que leurs travaux précédents, et Halfbird (Menlo Park Recordings, 1999). Cependant le succès n’est pas au rendez-vous et Goode et Fisk quittent le groupe définitivement à l’automne 1999.

### ReveilleetApple O'(2002–2003)
Greg Saunier trouve alors un guitariste de remplacement en la personne de John Dietrich, ancien guitariste du groupe Colossamite. Saunier et Dietrich étudient tous les deux la musique au Mills College d’Oakland (Californie), Saunier parachevant sa maîtrise (Master’s degree) en composition musicale. Deerhoof prend alors la forme d’un power trio. Dieterich devient partie intégrante du processus compositionnel : il propose au groupe une série de ses recherches personnelles. Il affirmera dans une interview que « comme d’habitude avec Deerhoof, ce sont 75 % de mes partitions les plus marginales, que j’avais moi-même exclues, qui furent celles qui provoquèrent le plus grand enthousiasme ». La nouvelle formation va travailler pendant deux ans, Greg Saunier apprenant les techniques de l’enregistrement, Satomi Matsuzaki et John Dietrich recherchant des compositions plus imprévisibles, réunissant des inspirations de la pop, du rockabilly et de la composition contemporaine. Leur travail aboutit dans l’album Reveille (Kill Rock Stars, 2002). Pour la première fois, les critiques livrent un accueil très enthousiaste : Pitchfork ainsi que le New York Times classent Reveille dans les meilleurs albums de 2002.
En 2002, le guitariste Chris Cohen du groupe The Curtains rejoint Deerhoof. Le rythme de leur carrière s’accélère : ils ouvrent pour les concerts de groupes comme Wilco, The Roots, The Yeah Yeah Yeahs, and Stephen Malkmus, si bien que les musiciens abandonnent leurs métiers pour se consacrer entièrement au groupe en 2003. En 2003, Deerhoof, sous forme de quartet, sort Apple O’ (Kill Rock Stars, 2003). L’album a pour thématique principale le fruit défendu de l’arbre de la vie dans la Genèse. La plus grande partie de l’album est enregistrée en une seule session de neuf heures, avec l’ingénieur Jay Pellicci. Le groupe revient à un son plus naturel et plus « live ». Pitchfork Magazine classera l’album comme l’un des meilleurs de la décennie 2000-2009.

### DeMilk ManàFriend Opportunity(2004–2007)

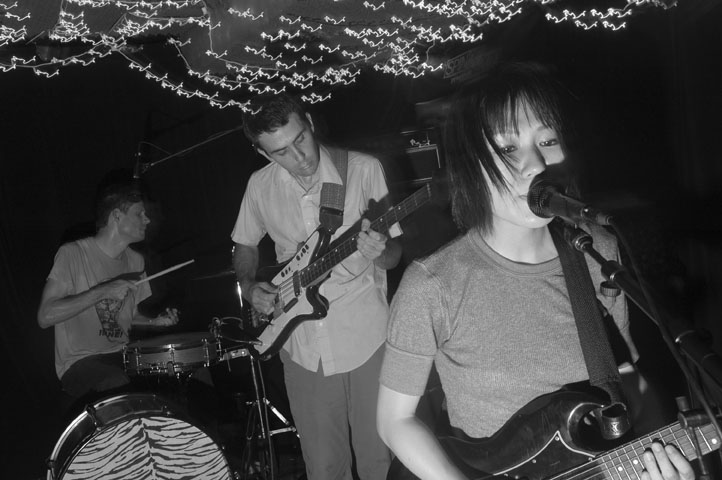
Deerhoof en 2004.

L’album Milk Man (Kill Rock Stars, 2004) paraît un an plus tard. Le groupe revient à des techniques d’enregistrement avec ordinateurs et par pistes séparées. L’album est plus orchestral que les précédents. Il est inspiré par un personnage créé par l’artiste Ken Kagami, un ami de Satomi Matsuzaki. Il sera adapté en ballet par Courtney Naliboff, représenté à la North Haven Community School de North Haven (Maine), et chanté par la chorale d’enfants de cette école, en 2006.
Les albums Green Cosmos (Kill Rock Stars, 2005) - où Satomi Matsuzaki chante essentiellement en japonais - et The Runners Four (Kill Rock Stars, 2005) paraissent successivement en 2005. The Runners Four reçoit des critiques élogieuses : Pitchfork le classe sixième meilleur album de 2006, et Sufjan Stevens, pour Uncut Magazine, l’appelle « album de la décennie ». La pochette est dessinée par l’artiste new-yorkais Trevor Shimizu, qui réalise également le clip du morceau Jagged Fruit. Le groupe crée notamment un site web permettant de télécharger des pistes de l’album et de poster ensuite un remix des morceaux en question. Chris Cohen quitte le groupe à l’été 2006. Au printemps 2006, Deerhoof est invité par le festival international du film de San Francisco à donner un concert pour lequel le groupe est appelé à composer une bande son pour le film muet de leur choix et à l’interpréter en live. Le film choisi par Deerhoof était Heaven and Earth Magic, un film expérimental du réalisateur et musicologue américain Harry Everett Smith. Le travail réalisé à cette occasion a une large influence sur l'album à naître subséquemment, Friend Opportunity.
Deerhoof repart en tournée, partageant l’affiche avec les Flaming Lips et Radiohead, ainsi que The Roots et Bloc Party au Highline festival de New York, sur l’invitation de David Bowie. C’est durant cette tournée qu’ils commencent à enregistrer leur prochain opus, utilisant en grande partie l’appartement de Dietrich à Oakland comme studio et travaillant à nouveau avec Jay Pellicci. Le neuvième album studio de Deerhoof, Friend Opportunity, sort en janvier 2007 sur les labels Kill Rock Stars, ATP Recordings et 5 rue Christine. La pochette de l’album, restée fameuse, consiste en 12 peintures interchangeables qui sont l’œuvre de l’artiste écossais David Shrigley. L’album sera nommé cette année-là pour un PLUG Award.

### Nouveaux albums (depuis 2008)

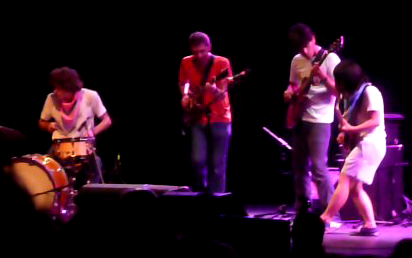
Deerhoof jouant au Prospect Park à Brooklyn en 2008.

En janvier 2008, le guitariste Ed Rodriguez rejoint Deerhoof en tant que quatrième membre. Rodriguez est déjà familiarisé avec le jeu de John Dietrich pour avoir joué avec lui au sein du groupe Colossamite. Le quartet sort l’album Offend Maggie le 7 octobre 2008 sur les labels Kill Rock Stars et ATP Recordings. Le son de cet album est plus mélodieux et accessible que les précédents. John Dietrich déclarera simplement que « l’album Offend Maggie est la musique qui nous vient naturellement. Il s’agit d’entendre quelque chose dans sa tête et de le communiquer  ». Le morceau Fresh Born, premier single de l’album, sera diffusé sur Internet sous forme de partition avant sa sortie dans les bacs, afin que tout artiste internaute puisse poster sur le site l’enregistrement de sa propre version du morceau ; 43 interprétations ont été réalisées et postées.
Le sixième album avec cette formation, intitulé The Magic, sortira le 15 juin 2016 sur le label Polyvinyl. Il comprendra 15 titres, dont trois composés et enregistrés mais finalement non utilisés pour la série télévisée Vinyl de la chaîne HBO.

## Style musical
Le style musical de Deerhoof est associé au rock indépendant,, au noise pop,, au punk rock,, et à de la « pop expérimentale mêlée à un pur sens d'aventure punk. » AllMusic décrit le groupe de « rockeurs indépendants... qui joue un noise pop fracturé mêlé à de l'avant-garde. »
Le groupe est souvent comparé à Radiohead, Questlove, St. Vincent, Foo Fighters, Dirty Projectors, Tune-Yards, Stereolab, Henry Rollins, Sleigh Bells et of Montreal. Deerhoof est aussi repris par d'autres groupe et artistes comme notamment Phil Lesh, Los Campesinos!, Marco Benevento, David Bazan, et Marcos Balter.
Le groupe cite également Madonna et Janet Jackson, pour l'élaboration de leur album La Isla Bonita, sorti en 2014. La chanteuse du groupe, Satomi Matsuzaki, était une admiratrice des deux chanteuses durant son enfance.

## Autres projets
Les membres de Deerhoof ont fini par être fort recherchés pour leur manière de composer, de produire, de jouer et d'écrire.
Saunier a produit ou mixé des albums ou des morceaux de Xiu Xiu, Marc Ribot, Chris Cohen, So Cow (en), Busdriver, Celestial Shore, Showtime Goma, People Get Ready (en), Moon Honey, Maher Shalal Hash Baz, LXMP, Hoquets, Sholi (en), 31 Knots, OneOne, Father Murphy, Hawnay Troof (en), Curtis Sydnor, EDS, 7 Year Rabbit Cycle, Landlines, Speedo ou encore Formica Man.
Dieterich a produit ou mixé des albums de Half Japanese, A Hawk and a Hacksaw (en), Sufjan Stevens, 7 Year Rabbit Cycle, Cüneyt Sepetçi, The Weird Weeds, Powerdove et XBXRX (en).

## Membres

### Membres actuels
- Greg Saunier - batterie, chant (depuis 1994)
- Satomi Matsuzaki - basse, chant (depuis 1995), guitare (1995–1997, 2005–2006)
- John Dieterich - guitare (depuis 1999)
- Ed Rodriguez - guitare (depuis 2008)

### Anciens membres
- Rob Fisk - guitare (1994–1999), basse (1994–1997)
- Kelly Goode - claviers (1997–1999)
- Chris Cohen - guitare (2002–2006), basse (2005–2006)

## Discographie

### Albums studio
- 1997 : The Man, the King, the Girl
- 1999 : Holdypaws
- 2001 : Halfbird
- 2002 : Reveille
- 2003 : Apple O'
- 2004 : Milk Man
- 2005 : The Runners Four
- 2007 : Friend Opportunity
- 2008 : Offend Maggie
- 2011 : Deerhoof vs. Evil
- 2012 : Breakup Song
- 2014 : La Isla Bonita
- 2016 : The Magic
- 2017 : Mountain Moves
- 2020 : Future Teenage Cave Artists
- 2020 : Love-Lore
- 2021 : Actually, You Can
- 2023 : Miracle-Level

### EP
- 2005 : Green Cosmos